# Ferences kolostor (Margit-sziget)

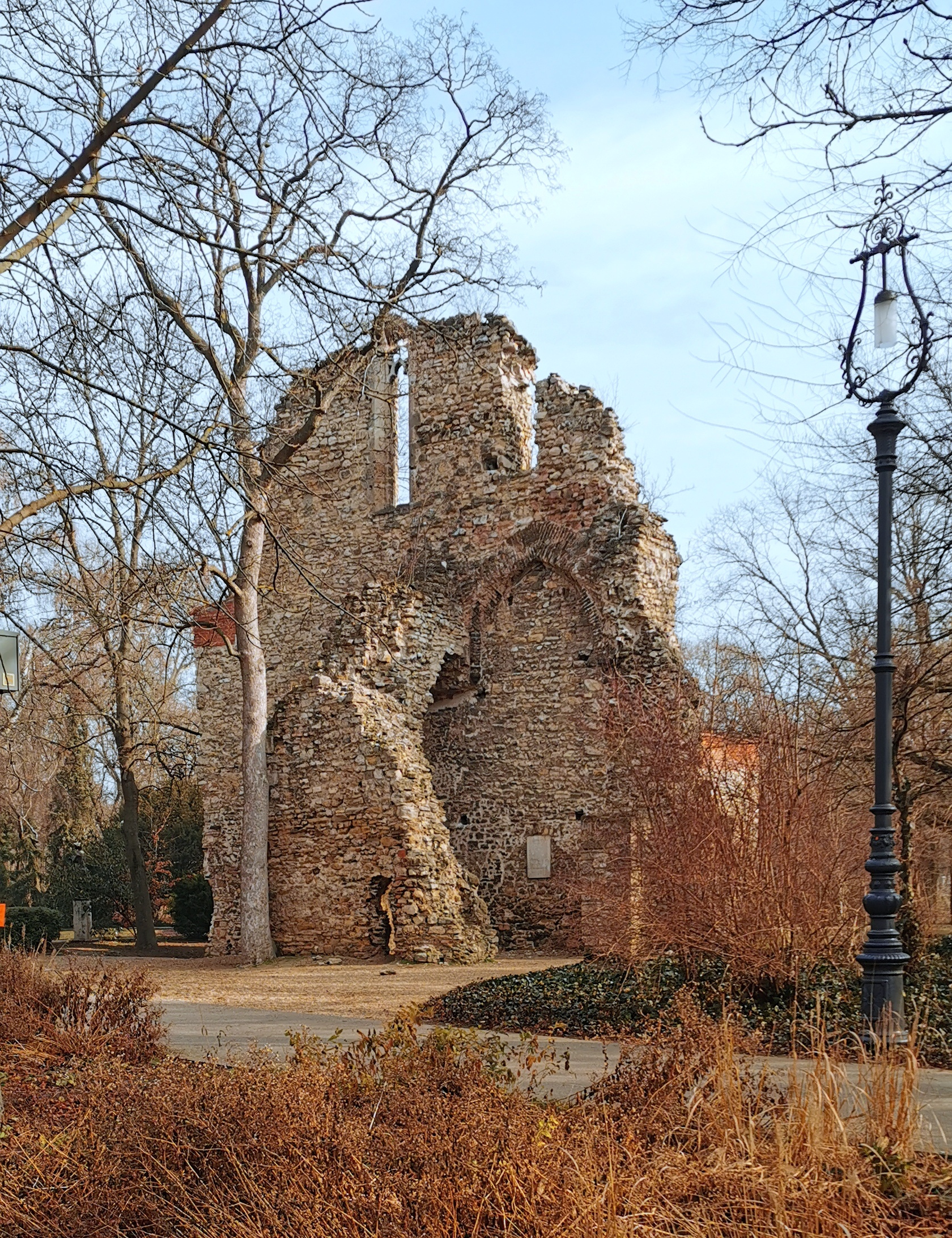
A kolostor nyugat felől

Az egykori ferences kolostort IV. Béla alapította a Nyulak szigetén, vélhetőleg a lányának Szent Margitnak alapított Domonkos rendi kolostor és a királyi ház építésével egyidejűleg. A kolostor ma is látható, megmaradt romjai a gótikus templomhomlokzat, az egyik oldalfal maradványai, a kolostori temető és a temetőkápolna. A romok megmaradásában az segített, hogy a kolostor romjainak nagy részét beépítették az 1796-ban megépült nádori villába, amelyet később Nádor szállóvá alakítottak. A szálló maradványait 1945 után lebontották. Az ekkor kezdeményezett kisebb régészeti feltárások eredménye volt, hogy a kolostor egyes újabb, fel nem tárt részletei feltárultak.

## A kolostor rövid története, építészete
A Margit-sziget (középkori nevén Nyulak-szigete) déli részén, a főút mellett fáktól takartan emelkednek az 1270 körül alapított ferences kolostor templomának romjai. Alapítója vagy IV. Béla király volt, vagy pedig utódja, V. István. Templomát Szent Klára tiszteletére szentelték föl. Temploma csaknem olyan hosszú (47,9 m), mint a szigeti domonkos apácáké, szélessége pedig még nagyobb is (14,2 m).
A kolostor Buda török kézre kerüléséig (1541) működött. Ekkor elhagyták szerzetesei. A törökök a sziget építményeit (így ezt a kolostort is) elpusztították ill. használhatatlanná tették, hiszen nem volt rájuk szükségük. Buda visszafoglalásakor (1686) falai még magasan álltak, helyreállítható lett volna. A ferencesek azonban Budán és Pesten építették föl új kolostorukat a 18. században, a viszonylag nehezen megközelíthető sziget számukra nem jelentett vonzerőt. A sziget a Habsburg családból származó nádorok magánbirtoka lett. 1796 után a templom hajójának északi felén, s annak külső oldalához kapcsolódva fölépült József nádor villája.
A 20. század elején szálloda lett a nyaralóból, itt élt éveken keresztül többek között Krúdy Gyula és Bródy Sándor, majd a két világháború között a Polo-bár működött itt. A második világháború harcai során súlyosan megrongálódott. Romtalanítását 1946-ban végezték el, ami azt jelentette, hogy falainak nagy részét egyszerűen elbontották.
A kolostor területén Lócsy Erzsébet régész vezetésével, több mint fél évszázaddal ezelőtt (1956/57) folyt tájékozódó jellegű ásatás, ami mindössze másfél hónapig tartott.
Az ásatások során feltárták a templom területét, a hajó nyugati végében kezdett földmunkák során előkerült néhány középkori kőfaragvány is. Megtalálták a templom szentélyéből északra nyíló feltételezett sekrestyét, előkerült a szentély északi fele, és sikerült meghatározni a templom déli falainak vonalát is. A templomtól délre sikerült meghatározni a kerengő nagyságát is (a nyugati oldalt kivéve).

A homlokzat előtt álló torony vizsgálatánál kiderült, hogy az nem a templommal egyszerre épült, hanem későbbi. A torony homlokzati elhelyezése egyébként ferences templomoknál meglehetősen szokatlan, mert azt a szentély közelében volt szokás fölépíteni. A torony déli falának egy része egyébként eredetileg a templom támpillére volt. A templom északi falának állagmegóvására az ásatást követően került sor (1959). A falba vágott nagyméretű ablakok az egykori nádori villa kialakításához kapcsolhatók.
Az 1956-57-es ásatás óta a területet nem kutatták, bár a szigeti ferences kolostort a főváros területének egyetlen olyan középkori ferences kolostora, amelynek teljes területe régészetileg föltárható és bemutatható lenne.
A kolostorhoz tartozott temető és temetőkápolna is. Magáról az épületről kevés adat ismert, romjai 1796-ban kerültek elő, amikor a helyén nádori villa épült. Ezt 1945 után lebontották, és ekkor folytak kisebb kutatások, amik megállapították, hogy az első épülete a 13. században épült, amit a 14. században átépítettek és bővítettek. Ekkor épült a hajó északi részéhez csatlakozó torony, ami a kolostor egyetlen megmaradt részlete. A tornyon gótikus építészeti részletek és ajtónyílás maradt meg.

## Külső hivatkozások
- A Ferences kolostor a Kolostorút honlapján Archiválva 2012. november 10-i dátummal a Wayback Machine-ben